# Emirato di Bari

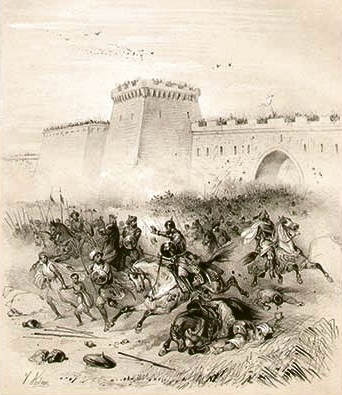
La congiunta conquista di Bari da parte delle truppe franco-longobarde e delle navi croate, sotto il comando dell'imperatore Ludovico II nell'871

L'Emirato di Bari fu un'entità politico-militare musulmana, retta da un emiro, che nell'arco di un quarto di secolo, tra l'847 e l'871, sorse nella città di Bari a seguito della sua invasione e colonizzazione da parte dei saraceni. Esso, malgrado la sua esiguità, fu il più rilevante insediamento islamico nella penisola italiana.

## Khalfun
Bari subì verso la fine dell'840 e i primi dell'841 una prima breve occupazione da parte di Arabi e Berberi. Secondo lo storico arabo al-Baladhuri, Bari fu strappata ai Bizantini dal berbero Khalfūn (847-852), appartenente alla tribù dei Banū Rabī‘a, forse originario della Sicilia, da poco conquistata dagli Aghlabidi, che all'epoca erano emiri dell'Ifriqiya.

## Mufarrag ibn Sallam
La conquista fu ritenuta poco importante dal regno di Abu l-'Abbas Muhammad I, tanto che le notizie in merito sono estremamente scarse.
Sappiamo però che, per legittimare tale conquista, il successore di Khalfun, Mufarraj ibn Sallām, inviò una richiesta d'investitura al califfo abbaside al-Mutawakkil e al wali d'Egitto: richiesta che sarà tuttavia accolta solo parecchio più tardi, vista la situazione in cui allora versava Baghdad. Mufarraj nel frattempo riuscì tuttavia ad ampliare sul territorio circostante la sua influenza politica, militare ed economica.

## Sawdan
Il terzo e ultimo emiro di Bari (in arabo Bāru) fu Sawdān, che salì al potere intorno all'857, dopo che il suo predecessore Mufarraj era stato ucciso. Egli invase i territori longobardi del Ducato di Benevento, obbligando Adelchi a pagargli un tributo. Nell'864 egli infine conseguì l'agognata investitura da parte di Baghdad. A metà dell'860, un monaco franco, di nome Bernardo, e due suoi compagni di viaggio si fermarono a Bari, lungo la via che avrebbe dovuto condurli in pellegrinaggio a Gerusalemme. Essi chiesero, ottenendole, lettere di salvacondotto (aman) per poter attraversare senza fastidi le aree islamiche dell'Egitto e della Siria-Palestina. Secondo l'Itinerarium Bernardi, in cui Bernardo testimonia quanto accadutogli, Bari, la civitas Sarracenorum, cadde successivamente nelle mani dei Beneventani.
La cronaca ebraica nota col nome di Cronaca di Ahimaaz registra il fatto che Sawdan avrebbe governato saggiamente la cittadina pugliese e che sarebbe stato in ottime relazioni con l'eminente studioso ebreo Abu Aaron. Cronache monastiche cristiane, tuttavia, danno un diverso giudizio dell'emiro: nequissimus ac sceleratissimus: "pessimo e scelleratissimo". Di sicuro, incursioni musulmane contro i cristiani non cessarono durante il governo di Sawdan. Vi sono testimonianze tuttavia dell'alto livello culturale raggiunto da Bari durante quella breve dominazione. Lo storico Giosuè Musca suggerisce che l'emirato fosse stato positivamente attento alle questioni economiche e attivo durante quel medesimo periodo per quanto riguarda il traffico di schiavi. Sotto Sawdan la città di Bari fu abbellita da una moschea (la cui costruzione forse era stata avviata già sotto Mufarraj), da un palazzo emirale e da altre opere pubbliche.

## I primi tentativi cristiani di riconquista
Nell'859, Lamberto I di Spoleto si unì a Gerardo, conte dei Marsi, a Maielpoto, gastaldo di Telese e a Wandelberto, gastaldo di Boiano, per impedire a Sawdan di prendere nuovamente possesso di Bari dopo che questi s'era allontanato in forze per attaccare Capua e la Terra di Lavoro. Malgrado un cruento scontro armato, l'emiro riuscì a rientrare nella sua capitale.
L'Emirato di Bari visse abbastanza a lungo per entrare in relazioni con i suoi vicini cristiani. In base al Chronicon Salernitanum, ambasciatori (legati) furono inviati a Salerno dove furono ospitati nel palazzo episcopale, con grande disappunto del vescovo. Bari servì anche da rifugio per almeno un rivale politico dell'Imperatore Ludovico II, un uomo di Spoleto che era fuggito in seguito a una fallita rivolta. Nell'865 Ludovico II, forse pressato dalla Chiesa, sempre irriducibile nei confronti di un'entità statale musulmana all'interno della Penisola italica, emise un capitolare che chiamava al combattimento guerrieri del Nord Italia perché si radunassero a Lucera nella primavera dell'866 per condurre un assalto contro Bari. Non si sa dalle fonti dell'epoca se questa compagine avesse in effetti marciato su Bari, ma nell'estate di quell'anno l'Imperatore effettuò un giro in Campania con l'Imperatrice Engelberga e ricevette un'urgente richiesta d'aiuto dal principe longobardo Adelchi di Benevento, da Guaiferio di Salerno e da Landolfo II di Capua per condurre un nuovo attacco congiunto contro Bari.
Non fu però prima della primavera dell'867 che Ludovico avviò la sua azione contro l'Emirato. Immediatamente pose sotto assedio Matera e Oria, conquistate brevemente, e dette alle fiamme la prima. Oria era stato un centro prospero prima della conquista musulmana; la studiosa Barbara Kreutz ipotizza che Matera abbia resistito a Ludovico mentre Oria gli avrebbe spalancato le porte ed è forse per questo che Matera fu rasa al suolo. Ciò potrebbe aver creato gravi difficoltà ai collegamenti fra Bari e Taranto, l'altro insediamento musulmano nell'Italia meridionale. Ludovico stabilì una guarnigione a Canosa di Puglia, sulla frontiera fra Benevento e Bari, ma ritirò la prima nel marzo 868. Fu probabilmente in quell'epoca che Ludovico avviò negoziati col nuovo Imperatore bizantino, Basilio I. Si discusse probabilmente di un matrimonio fra la figlia di Ludovico e il primogenito di Basilio, Symbatios, chiamato poi Costantino, che avrebbe poi portato una forza navale bizantina a combattere per la presa di Bari.
L'attacco congiunto fu programmato per la tarda estate dell'869 e Ludovico rimase a Benevento per pianificarlo per la fine di giugno. La flotta bizantina comandata da Nicetas — forte di quattrocento navi secondo gli Annales Bertiniani - giunse davanti a Bari, attendendosi che Ludovico avrebbe immediatamente concesso la mano della figlia. Ludovico tuttavia si rifiutò di mantenere l'impegno, per ragioni ignote da ricondurre forse al fatto che Nicetas avrebbe rifiutato di riconoscere la dignità imperiale di Ludovico, dato che Ludovico avrebbe scritto in una sua lettera dell'"insultante offesa" del comandante. Forse, tuttavia, la flotta sarebbe semplicemente giunta troppo in ritardo, in autunno.

## La riconquista
Nell'870 i musulmani baresi si spinsero molto lontano dalle loro basi per condurre le loro razzie, fino alla penisola del Gargano e al Santuario di Monte Sant'Angelo. L'Imperatore Ludovico organizzò una risposta, combattendo in profondità all'interno della Puglia e della Calabria ma oltrepassando i maggiori centri abitati come Bari o Taranto. Pochi centri urbani furono in apparenza liberati dal controllo islamico e le varie formazioni armate dei musulmani che s'incontrarono furono senza eccezioni sconfitte. Incoraggiato probabilmente da questi successi, Ludovico attaccò Bari con una forza terrestre composta da Franchi e Longobardi, aiutato da una flotta croata di Sclavini. Nel febbraio dell'871 la cittadella di Bari cadde e Sawdan fu catturato e portato in catene a Benevento.